# NBA 2017/18
Die NBA-Saison 2017/18 war die 72. Spielzeit der National Basketball Association. Die Hauptrunde (Regular Season) begann am 18. Oktober 2017 mit einem Heimspiel der Cleveland Cavaliers in der Quicken Loans Arena gegen die Boston Celtics. Das NBA All-Star Game 2018 fand am 18. Februar 2018 im Staples Center in Los Angeles statt, das Ende der Regular Season wurde auf den 11. April 2018 angesetzt, bevor schließlich am 14. April 2018 die Playoffs begannen. Meister wurden die Golden State Warriors.

## Off-Season

### Karriereende
- Paul Pierce beendete nach 19 Jahren in der NBA seine Karriere, indem er am 17. Juli 2017 einen symbolischen Vertrag bei den Boston Celtics unterschrieb, für die er 15 Jahre aktiv war und mit denen er 2008 die NBA-Meisterschaft holte.[1]
- James Jones wurde am 19. Juli 2017 als Teil des Managements der Phoenix Suns vorgestellt, womit sein Karriereende nach 14 Jahren und drei NBA-Titeln feststand.[2]
- Jason Maxiell unterzeichnete am 4. August 2017 einen symbolischen Vertrag mit den Detroit Pistons und beendete dort nach 14 Saisons seine NBA-Karriere.[3]

### NBA-Draft
Der NBA-Draft 2017 fand am 22. Juni 2017 im Barclays Center in Brooklyn, New York statt.

### Spielerwechsel
- Am 20. Juni 2017 wechselte der mehrfache All-Star Dwight Howard im Tausch für Miles Plumlee und Marco Belinelli von den Atlanta Hawks zu den Charlotte Hornets.[4]
- Am Tag des NBA-Drafts gaben die Brooklyn Nets ihren langjährigen Spieler und Teamkapitän Brook Lopez zusammen mit den Draft-Rechten an Kyle Kuzma an die Los Angeles Lakers und erhielten im Gegenzug D’Angelo Russell und Timofey Mozgov.[5]
- Am 31. August 2017 ging ein als „Blockbuster-Trade“ bezeichneter Tausch vonstatten, bei dem der umworbene Point Guard der Cleveland Cavaliers, Kyrie Irving, zu den Boston Celtics wechselte.[6] Im Gegenzug erhielten die Cavaliers den All-Star Isaiah Thomas sowie Jae Crowder und Ante Žižić. Außerdem gaben die Celtics den Erstrunden-Pick der Brooklyn Nets im NBA-Draft 2018 ab, den sie 2013 von diesen akquiriert hatten wie auch den Zweitrunden-Pick der Miami Heat im Jahr 2020.

### Vertragslose Spieler
- All-Star Forward Gordon Hayward von den Utah Jazz wurde vertragslos und gehörte zu den begehrtesten vereinslosen Spielern des Sommers. Haywards Liste beinhaltete neben den Jazz, die mit ihm verlängert wollten, auch die Boston Celtics und Miami Heat. Nachdem Hayward Visiten in Miami und Boston abstattete, lud er die Jazz zu sich nach Hause in San Diego ein. Einen Tag später verkündete Hayward, dass er einen Vertrag bei den Celtics unterschreiben wird.[7]
- Der viermalige All-Star Forward Paul Millsap verlässt die Atlanta Hawks und wechselt zu den Denver Nuggets.[8]
- Am 7. Juli gaben die Golden State Warriors bekannt, dass sie Shooting Guard Nick Young verpflichtet haben.[9] Er hatte zuvor vier Saisons für die Los Angeles Lakers gespielt.
- Stephen Curry, dessen Vertrag nach der vergangenen Saison abgelaufen war, verlängerte bei den Golden State Warriors und wurde damit einer der Topverdiener der NBA.[10]
- Nach einer Saison in Chicago kaufte sich Dwyane Wade aus seinem Vertrag heraus und war damit vereinslos. Am 28. September gaben die Cleveland Cavaliers die Verpflichtung von Wade bekannt.[11]

## Hauptrunde ("Regular Season")
Am 18. Oktober 2017 eröffneten die Cleveland Cavaliers die Hauptrunde mit einem Heimspiel gegen die Boston Celtics. Besonderes Aufsehen erregte dabei die Verletzung von Gordon Hayward, der sich einen Schienbeinbruch zuzog. Zweieinhalb Stunden nach den Cavaliers starteten auch die amtierenden Meister, die Golden State Warriors, mit einem Spiel gegen die Houston Rockets in die Saison.

### Endstände
DR = Divisionranking, CR = Conferenceranking, S = Siege, N = Niederlagen, PCT = prozentualer Sieganteil
| Eastern Conference |    |      |                     |    |    |       |
| Atlantic Division  |    |      |                     |    |    |       |
| DR                 | CR | Team | Team                | S  | N  | PCT   |
| 1                  | 1  |      | Toronto Raptors     | 59 | 23 | 0.720 |
| 2                  | 2  |      | Boston Celtics      | 55 | 27 | 0.671 |
| 3                  | 3  |      | Philadelphia 76ers  | 52 | 30 | 0.634 |
| 4                  | 11 |      | New York Knicks     | 29 | 53 | 0.354 |
| 5                  | 12 |      | Brooklyn Nets       | 28 | 54 | 0.341 |
| Central Division   |    |      |                     |    |    |       |
| DR                 | CR | Team | Team                | S  | N  | PCT   |
| 1                  | 4  |      | Cleveland Cavaliers | 50 | 32 | 0.610 |
| 2                  | 5  |      | Indiana Pacers      | 48 | 34 | 0.585 |
| 3                  | 7  |      | Milwaukee Bucks     | 44 | 38 | 0.537 |
| 4                  | 9  |      | Detroit Pistons     | 39 | 43 | 0.476 |
| 5                  | 13 |      | Chicago Bulls       | 27 | 55 | 0.329 |
| Southeast Division |    |      |                     |    |    |       |
| DR                 | CR | Team | Team                | S  | N  | PCT   |
| 1                  | 6  |      | Miami Heat          | 44 | 38 | 0.537 |
| 2                  | 8  |      | Washington Wizards  | 43 | 39 | 0.524 |
| 3                  | 10 |      | Charlotte Hornets   | 36 | 46 | 0.439 |
| 4                  | 14 |      | Orlando Magic       | 25 | 57 | 0.305 |
| 5                  | 15 |      | Atlanta Hawks       | 24 | 58 | 0.293 |

| Western Conference |    |      |                        |    |    |       |
| Northwest Division |    |      |                        |    |    |       |
| DR                 | CR | Team | Team                   | S  | N  | PCT   |
| 1                  | 3  |      | Portland Trail Blazers | 49 | 33 | 0.598 |
| 2                  | 4  |      | Oklahoma City Thunder  | 48 | 34 | 0.585 |
| 3                  | 5  |      | Utah Jazz              | 48 | 34 | 0.585 |
| 4                  | 8  |      | Minnesota Timberwolves | 47 | 35 | 0.573 |
| 5                  | 9  |      | Denver Nuggets         | 46 | 36 | 0.561 |
| Pacific Division   |    |      |                        |    |    |       |
| DR                 | CR | Team | Team                   | S  | N  | PCT   |
| 1                  | 2  |      | Golden State Warriors  | 58 | 24 | 0.707 |
| 2                  | 10 |      | Los Angeles Clippers   | 42 | 40 | 0.512 |
| 3                  | 11 |      | Los Angeles Lakers     | 35 | 47 | 0.427 |
| 4                  | 12 |      | Sacramento Kings       | 27 | 55 | 0.329 |
| 5                  | 15 |      | Phoenix Suns           | 21 | 61 | 0.256 |
| Southwest Division |    |      |                        |    |    |       |
| DR                 | CR | Team | Team                   | S  | N  | PCT   |
| 1                  | 1  |      | Houston Rockets        | 65 | 17 | 0.793 |
| 2                  | 6  |      | New Orleans Pelicans   | 48 | 34 | 0.585 |
| 3                  | 7  |      | San Antonio Spurs      | 47 | 35 | 0.573 |
| 4                  | 13 |      | Dallas Mavericks       | 24 | 58 | 0.293 |
| 5                  | 14 |      | Memphis Grizzlies      | 22 | 60 | 0.268 |

### Monatliche Auszeichnungen
Zu den Ausgezeichneten dieser regulären Saison gehörten:
| Monat      | Rookie (EAST) | Rookie (WEST)    | Spieler (EAST) | Spieler (WEST)    | Coach (EAST)   | Coach (WEST)  |
| ---------- | ------------- | ---------------- | -------------- | ----------------- | -------------- | ------------- |
| November   | Ben Simmons   | Kyle Kuzma       | LeBron James   | James Harden      | Brad Stevens   | Mike D’Antoni |
| Dezember   | Jayson Tatum  | Donovan Mitchell | LeBron James   | Russell Westbrook | Dwane Casey    | Steve Kerr    |
| Januar     | Ben Simmons   | Donovan Mitchell | DeMar DeRozan  | Stephen Curry     | Erik Spoelstra | Terry Stotts  |
| Februar    | Ben Simmons   | Donovan Mitchell | LeBron James   | Anthony Davis     | Scott Brooks   | Mike D’Antoni |
| März/April | Ben Simmons   | Donovan Mitchell | LeBron James   | Anthony Davis     | Brett Brown    | Quin Snyder   |

## Saisonale Auszeichnungen
| - Most Valuable Player: James Harden, Houston Rockets - Defensive Player of the Year: Rudy Gobert, Utah Jazz - Rookie of the Year: Ben Simmons, Philadelphia 76ers | - Sixth Man of the Year: Lou Williams, Los Angeles Clippers - Most Improved Player: Victor Oladipo, Indiana Pacers - Coach of the Year: Dwane Casey, Toronto Raptors |

| Position des Spielers | All-NBA First Team | All-NBA Second Team   | All-NBA Third Team | NBA All-Defensive First Team | NBA All-Defensive Second Team | All-NBA Rookie First Team | All-NBA Rookie Second Team |
| --------------------- | ------------------ | --------------------- | ------------------ | ---------------------------- | ----------------------------- | ------------------------- | -------------------------- |
| Forward               | LeBron James       | LaMarcus Aldridge     | Paul George        | Anthony Davis                | Draymond Green                | Kyle Kuzma                | Josh Jackson               |
| Forward               | Kevin Durant       | Giannis Antetokounmpo | Jimmy Butler       | Robert Covington             | Al Horford                    | Jayson Tatum              | Bogdan Bogdanović          |
| Center                | Anthony Davis      | Joel Embiid           | Karl-Anthony Towns | Rudy Gobert                  | Joel Embiid                   | Lauri Markkanen           | John Collins               |
| Guard                 | James Harden       | Russell Westbrook     | Victor Oladipo     | Victor Oladipo               | Jimmy Butler                  | Ben Simmons               | Dennis Smith, Jr.          |
| Guard                 | Damian Lillard     | DeMar DeRozan         | Stephen Curry      | Jrue Holiday                 | Dejounte Murray               | Donovan Mitchell          | Lonzo Ball                 |

## Playoffs
Alle Play-off-Runden werden im Best-of-Seven-Modus gespielt.
|  | Erste Runde | Erste Runde            | Erste Runde           |                      |                       | Conference Semifinals | Conference Semifinals | Conference Semifinals |  |  | Conference Finals | Conference Finals | Conference Finals |  |  | NBA Finals | NBA Finals | NBA Finals |
|  |             |                        |                       |                      |                       |                       |                       |                       |  |  |                   |                   |                   |  |  |            |            |            |
|  | 1           | Toronto Raptors        | 4                     |                      |                       |                       |                       |                       |  |  |                   |                   |                   |  |  |            |            |            |
|  | 8           | Washington Wizards     | 2                     |                      |                       |                       |                       |                       |  |  |                   |                   |                   |  |  |            |            |            |
|  | 8           | Washington Wizards     | 2                     | 1                    | Toronto Raptors       | 0                     |                       |                       |  |  |                   |                   |                   |  |  |            |            |            |
|  |             |                        |                       | 1                    | Toronto Raptors       | 0                     |                       |                       |  |  |                   |                   |                   |  |  |            |            |            |
|  |             |                        | 4                     | Cleveland Cavaliers  | 4                     |                       |                       |                       |  |  |                   |                   |                   |  |  |            |            |            |
|  | 4           | Cleveland Cavaliers    | 4                     | Cleveland Cavaliers  | 4                     | 4                     |                       |                       |  |  |                   |                   |                   |  |  |            |            |            |
|  | 4           | Cleveland Cavaliers    |                       |                      |                       | 4                     |                       |                       |  |  |                   |                   |                   |  |  |            |            |            |
|  | 5           | Indiana Pacers         | 3                     |                      |                       |                       |                       |                       |  |  |                   |                   |                   |  |  |            |            |            |
|  | 5           | Indiana Pacers         | 3                     | 4                    | Cleveland Cavaliers   | 4                     |                       |                       |  |  |                   |                   |                   |  |  |            |            |            |
|  |             |                        |                       | 4                    | Cleveland Cavaliers   | 4                     | Eastern Conference    |                       |  |  |                   |                   |                   |  |  |            |            |            |
|  |             | 2                      | Boston Celtics        | 3                    |                       |                       |                       |                       |  |  |                   |                   |                   |  |  |            |            |            |
|  | 2           | 2                      | Boston Celtics        | 3                    | Boston Celtics        | 4                     |                       |                       |  |  |                   |                   |                   |  |  |            |            |            |
|  | 2           |                        |                       |                      | Boston Celtics        | 4                     |                       |                       |  |  |                   |                   |                   |  |  |            |            |            |
|  | 7           | Milwaukee Bucks        | 3                     |                      |                       |                       |                       |                       |  |  |                   |                   |                   |  |  |            |            |            |
|  | 7           | Milwaukee Bucks        | 3                     | 2                    | Boston Celtics        | 4                     |                       |                       |  |  |                   |                   |                   |  |  |            |            |            |
|  |             |                        |                       | 2                    | Boston Celtics        | 4                     |                       |                       |  |  |                   |                   |                   |  |  |            |            |            |
|  |             |                        | 3                     | Philadelphia 76ers   | 1                     |                       |                       |                       |  |  |                   |                   |                   |  |  |            |            |            |
|  | 3           | Philadelphia 76ers     | 3                     | Philadelphia 76ers   | 1                     | 4                     |                       |                       |  |  |                   |                   |                   |  |  |            |            |            |
|  | 3           | Philadelphia 76ers     |                       |                      |                       |                       |                       |                       |  |  |                   |                   |                   |  |  |            |            |            |
|  | 6           | Miami Heat             | 1                     |                      |                       |                       |                       |                       |  |  |                   |                   |                   |  |  |            |            |            |
|  | 6           | Miami Heat             | 1                     | 4                    | Cleveland Cavaliers   | 0                     |                       |                       |  |  |                   |                   |                   |  |  |            |            |            |
|  |             |                        |                       |                      |                       |                       |                       |                       |  |  |                   |                   |                   |  |  |            |            |            |
|  |             | 2                      | Golden State Warriors | 4                    |                       |                       |                       |                       |  |  |                   |                   |                   |  |  |            |            |            |
|  | 1           | 2                      | Golden State Warriors | 4                    | Houston Rockets       | 4                     |                       |                       |  |  |                   |                   |                   |  |  |            |            |            |
|  | 1           |                        |                       |                      | Houston Rockets       | 4                     |                       |                       |  |  |                   |                   |                   |  |  |            |            |            |
|  | 8           | Minnesota Timberwolves | 1                     |                      |                       |                       |                       |                       |  |  |                   |                   |                   |  |  |            |            |            |
|  | 8           | Minnesota Timberwolves | 1                     | 1                    | Houston Rockets       | 4                     |                       |                       |  |  |                   |                   |                   |  |  |            |            |            |
|  |             |                        |                       | 1                    | Houston Rockets       | 4                     |                       |                       |  |  |                   |                   |                   |  |  |            |            |            |
|  |             |                        | 5                     | Utah Jazz            | 1                     |                       |                       |                       |  |  |                   |                   |                   |  |  |            |            |            |
|  | 4           | Oklahoma City Thunder  | 5                     | Utah Jazz            | 1                     | 2                     |                       |                       |  |  |                   |                   |                   |  |  |            |            |            |
|  | 4           | Oklahoma City Thunder  |                       |                      |                       | 2                     |                       |                       |  |  |                   |                   |                   |  |  |            |            |            |
|  | 5           | Utah Jazz              | 4                     |                      |                       |                       |                       |                       |  |  |                   |                   |                   |  |  |            |            |            |
|  | 5           | Utah Jazz              | 4                     | 1                    | Houston Rockets       | 3                     |                       |                       |  |  |                   |                   |                   |  |  |            |            |            |
|  |             |                        |                       | 1                    | Houston Rockets       | 3                     | Western Conference    |                       |  |  |                   |                   |                   |  |  |            |            |            |
|  |             | 2                      | Golden State Warriors | 4                    |                       |                       |                       |                       |  |  |                   |                   |                   |  |  |            |            |            |
|  | 2           | 2                      | Golden State Warriors | 4                    | Golden State Warriors | 4                     |                       |                       |  |  |                   |                   |                   |  |  |            |            |            |
|  | 2           |                        |                       |                      |                       |                       |                       |                       |  |  |                   |                   |                   |  |  |            |            |            |
|  | 7           | San Antonio Spurs      | 1                     |                      |                       |                       |                       |                       |  |  |                   |                   |                   |  |  |            |            |            |
|  | 7           | San Antonio Spurs      | 1                     | 2                    | Golden State Warriors | 4                     |                       |                       |  |  |                   |                   |                   |  |  |            |            |            |
|  |             |                        |                       | 2                    | Golden State Warriors | 4                     |                       |                       |  |  |                   |                   |                   |  |  |            |            |            |
|  |             |                        | 6                     | New Orleans Pelicans | 1                     |                       |                       |                       |  |  |                   |                   |                   |  |  |            |            |            |
|  | 3           | Portland Trail Blazers | 6                     | New Orleans Pelicans | 1                     | 0                     |                       |                       |  |  |                   |                   |                   |  |  |            |            |            |
|  | 3           | Portland Trail Blazers |                       |                      |                       |                       |                       |                       |  |  |                   |                   |                   |  |  |            |            |            |
|  | 6           | New Orleans Pelicans   | 4                     |                      |                       |                       |                       |                       |  |  |                   |                   |                   |  |  |            |            |            |